# Wang Meng (patinadora)
Wang Meng (xinès simplificat i tradicional: 王濛, pinyin: Wáng Méng; Qitaihe, Heilongjiang, Xina, 10 d'abril de 1985) és una patinadora de velocitat en pista curta xinesa, guanyadora de sis medalles olímpiques.
Va néixer el 1985 a la ciutat de Qitaihe. Als vint anys va participar en els Jocs Olímpics d'Hivern de 2006 realitzats a la ciutat de Torí (Itàlia), on aconseguí guanyar tres medalles olímpiques: la medalla d'or en la prova de 500 metres, la medalla de plata en la de 1.000 metres i la medalla de bronze en la de 1.500 metres, a més de finalitzar vuitena en els relleus 3.000 metres. En els Jocs Olímpics d'Hivern de 2010 realitzats a Vancouver (Canadà aconseguí guanyar tres medalla més, totes elles d'or, en les proves de 500 m, 1.000 m i relleus 3.000 metres. Així mateix, en aquests mateixos Jocs, finalitzà divuitena en els 1.500 metres.
Al llarg de la seva carrera ha aconseguit guanyar més de 30 medalles en el Campionat del Món de patinatge de velocitat en pista curta, destacant les seves 16 medalles d'or. En el Campionat del Món Junior de patinatge de velocitat en pista curta aconseguí tres medalles l'any 2002, destacant la medalla d'or en la distància de 500 metres.